# Jezero (Vukosavlje)
Jezero (szerbül: Језеро), település Bosznia-Hercegovinában, Vukosavlje községben, a Szerb Köztársaság északi régiójában.

## Fekvése
A település Bosznia-Hercegovina északi részén, Dobojtól légvonalban 34, közúton 49 km-re északkeletre, községközpontjától légvonalban 3, közúton 4 km-re északkeletre, a Vučjak-hegység keleti lejtői alatt, a Szávamenti-síkságon, a Gnionica és Palušćak-patakok mentén, 98-100 méteres magasságban fekszik.

## Népessége
| Nemzetiségi csoport | Népesség 2013 |
| ------------------- | ------------- |
| Szerb               | 264           |
| Bosnyák             | 7             |
| Horvát              | 36            |
| Jugoszláv           | 0             |
| Egyéb               | 3             |
| Összesen            | 310           |

## Története
A daytoni megállapodás aláírása utáni területmegosztáskor Odžak község legnagyobb része a Bosznia-Hercegovinai Föderáció részévé lett, egy kis részét azonban a Boszniai Szerb Köztársasághoz csatolták. Ez a rész a területén található tavakról a Jezero nevet kapta és a Szerb Köztársaságon belül Vukosavlje község része lett.